# Vesioloe
Vesioloe (ros. Весёлое, Wiesiołoje) – wieś w Mołdawii, w Naddniestrzu, w rejonie Grigoriopol, w gminie Șipca. W 2004 roku liczyła 90 mieszkańców.

## Położenie
Miejscowość znajduje się na lewym brzegu Dniestru, pod faktyczną administracją Naddniestrza, w odległości 23 km od Grigoriopola i 73 km od Kiszyniowa.

## Historia
Pierwsza wzmianka o wsi w dokumentach pochodzi z 1886 roku.

## Demografia
Według danych spisu powszechnego w Naddniestrzu w 2004 roku wieś liczyła 90 mieszkańców, z czego większość, 66 osób, stanowili Ukraińcy.